# Tableau des stations de radio disparues dans l'Aisne
Cet article présente le tableau des stations de radio disparues dans l'Aisne. Les stations de radio qui y figurent ont donc eu leur siège dans le département français de l'Aisne. Pour chaque station, sont précisés les noms que la radio a porté dans son histoire, la localisation du siège de la radio, c'est-à-dire la commune où était situé son studio principal, et les années de création (première émission) et de disparition de cette radio. Un commentaire facultatif est associé à chaque entrée du tableau. 

## Radios disparues dans l'Aisne
| Noms successifs de la station                                                             | Siège                                                         | Création              | Disparition           | Commentaires |
| ----------------------------------------------------------------------------------------- | ------------------------------------------------------------- | --------------------- | --------------------- | --- |
| FM Haute-Picardie - 89.4 FM - Radio Cybèle - Europe 2 Saint-Quentin - Virgin Radio Aisne, | Saint-Quentin                                                 | 1986                  | 1987                  | La radio associative FM Haute Picardie est créée à Saint Quentin en 1983 avec des émissions thématiques pré enregistrées. Début 1986, la radio change de format et de style pour devenir une radio commerciale jeune, modifiant du coup sa dénomination en 89,4 puis Radio Cybèle, pour devenir, en 1987, à l'arrivée du satellite, une antenne locale d'Europe 2 puis de Virgin Radio.                                       |
| Azur 100 - Métropolys St-Quentin - Nostalgie Saint-Quentin,                               | Saint-Quentin                                                 | 1981                  | 1988                  | Azur 100 est une radio locale de Saint-Quentin créée en 1981. Constituée en association au printemps 1982, elle est autorisée en 1983. En 1987, elle subit l'arrivée des réseaux NRJ et Europe 2. Azur 100 devenant un gouffre financier trop important pour la ville, la radio est finalement reprise par le réseau Métropolys en 1988, jusqu'à sa fusion avec Maxximum, puis par Nostalgie.                                 |
| Radio 2, - Big FM,                                                                        | Soissons                                                      | 1981                  | 1987                  | En 1984, la radio Big FM succède à Radio 2 créée en 1981. Au bout de trois ans, la fréquence de Big FM est cédée à Radio Pholie, qui est une radio pirate. |
| Clip FM - Europe 2 Château-Thierry - NRJ Château-Thierry - NRJ,                           | Château-Thierry                                               | 1988                  | 2006                  | Radio créée en 1988 à Château Thierry. Elle se franchise très tôt à Europe 2 mais le succès n'est pas au rendez-vous. En 1997, elle est rachetée par NRJ pour diffuser localement son programme sur la ville, puis en 2006 la fréquence en catégorie D diffusera NRJ en passif. |
| CSM Picardie - Rire et chansons                                                           | Soissons                                                      | 1989                  | 1997                  | Cette radio associative de Soissons remonte à 1989. CSM multiplie les fréquences sur l'Aisne et la Picardie, mais connaît des difficultés financières. En 1995, elle diffuse le programme de la radio nordiste Contact FM, sans autorisation du CSA, ce qui lui vaut une suspension de l'autorisation. La station est alors vendue au groupe NRJ en 1997 pour diffuser le Programme Rire et Chansons.                         |
| FIL 91.4 - 91.4 - NRL Nouvelle Radio Laon - RFL Radio Fréquence Laon,                     | Laon                                                          | 1983                  | 2008                  | C'est à l'origine une radio locale associative de Laon. Elle change de nom pour devenir 91,4 FM en 1984, NRL (Nouvelle Radio de Laon) en 1985 avec Sébastien Cauet qui fait ses débuts, RFL (Radio Fréquence Laon) en 1993. En 2006, la station est rachetée par le réseau régional Champagne FM tout en gardant son nom. En 2008, le CSA refusant que RFL devienne une station de catégorie B, elle s'éteint définitivement. |
| Fréquence Charlemagne,                                                                    | Buire, près d'Hirson, puis studio à Saint-Michel en Thiérache | 1983-84               | > 1987                | La naissance de cette station date de 1983-84 à Buire, près d'Hirson. En 1987, la mairie de Saint Michel en Thiérarche lui met à disposition un local municipal. Cependant, les problèmes financiers arrivent et la radio est reprise plus tard par l'antenne Skyrock de Charleville. |
| Fréquence Libre Méchain (FLM),                                                            | Laon                                                          | 1987                  | 1988                  | C'est une radio ayant fonctionné au sein du lycée technique Pierre Méchain à Laon, entre 1987 et 1988. |
| Microméga - Radio Microméga - RM 90 - NRJ St-Quentin - NRJ,                               | Saint-Quentin                                                 | 1983                  | 1988                  | Cette radio libre est créée à l'initiative de lycéens en 1983 à Saint-Quentin, avec beaucoup d'amateurisme à l'antenne. En 1985, la station devient commerciale, et, devenant plus professionnelle, elle prend le nom de RM 90. La station prend la franchise NRJ en 1987. Un an plus tard, NRJ se voyant attribuée la fréquence, RM 90 n'est plus reconduite par le CSA.                                                     |
| NMF - Viva,                                                                               | Tergnier                                                      | 1984                  | > 1988                | C'est une des plus anciennes radio locale du département. En 1988, NMF devient une franchisée du réseau nordique Viva FM, puis elle disparaît du paysage radiophonique. |
| Radio 27                                                                                  | Soissons                                                      | Années 1980           | Années 1980           | --- |
| Radio Aline - RFM Château-Thierry - Kiss FM Château-Thierry,                              | Château-Thierry                                               | 1979                  | 1987                  | Radio Aline est d'abord une radio pirate en 1979. En 1982, elle émet depuis Château-Thierry et sera autorisée en 1983. En 1986, elle fait partie du réseau RFM pour devenir en 1987 une antenne locale à part entière du réseau Kiss FM, ce qui marque la fin de son identité. |
| Radio Château-Thierry,                                                                    | Château-Thierry                                               | Années 1980           | Années 1980           | --- |
| Radio Contact,                                                                            | Saint-Quentin                                                 | Début des années 1980 | Début des années 1980 | --- |
| Radio Félix                                                                               | Dans l'Aisne                                                  | Début des années 1980 | Début des années 1980 | --- |
| Radio Frank                                                                               | Dans l'Aisne                                                  | Années 1980           | Années 1980           | --- |
| Radio Hirson                                                                              | Hirson                                                        | ?                     | Années 1990           | Radio Hirson prend la franchise Nostalgie en 1988, puis est rachetée par Nostalgie quelques années après, pour devenir une fréquence passive au début des années 1990. |
| Fréquence Musique - N'FM - 93.6 - Radio Jean Laf - Radio Aisne Fréquence Musique,         | Château-Thierry                                               | 1982                  | 1983                  | Cette station voit le jour en 1982 puis émet sous divers noms : Fréquence Musique, N'FM, 93.6, Radio Jean Laf, Radio Aisne Fréquence Musique. Les conflits internes la feront disparaître un an plus tard. |
| Radio Laon Plateau                                                                        | Laon                                                          | Années 1980           | Années 1980           | --- |
| Radio MJC,                                                                                | Soissons                                                      | Années 1980           | Années 1980           | Radio MJC faisait partie du paysage radiophonique de Soissons dans les années 1980. |
| Radio Pattes de Mouche,                                                                   | Dans l'Aisne                                                  | Début des années 1980 | Début des années 1980 | --- |
| Radio Saint-Quentin                                                                       | Saint-Quentin                                                 | Années 1980           | Années 1980           | --- |
| Radio Soissons,                                                                           | Soissons                                                      | Années 1980           | Années 1980           | --- |
| Radio Tour de Crécy,                                                                      | Crécy-sur-Serre                                               | 1985                  | 1986                  | Cette station a fonctionné un an, émettant depuis Crécy sur Serre. |
| Radio Visages,                                                                            | Château-Thierry                                               | 1983                  | 2009                  | Radio Visages est créée en 1983 et fonctionne normalement durant plus de vingt ans. En 2007, un retard administratif pour demander sa subvention entraîne la diminution de ses ressources. Du fait du CSA, la radio cesse d'émettre fin 2008, mais une autorisation provisoire survient, cependant, en proie à des difficultés financières, elle cesse d'émettre définitivement en 2009.                                      |

### Crédit d'auteurs
- Cet article est partiellement ou en totalité issu de l'article intitulé « Liste des stations disparues en France » (voir la liste des auteurs). *